# Saint-Alban, Haute-Garonne
Saint-Alban là một xã ở tỉnh Haute-Garonne vùng Occitanie tây nam nước Pháp. Xã Saint-Alban, Haute-Garonne nằm ở khu vực có độ cao trung bình 129 mét trên mực nước biển.